# T.J. Hooker
T. J. Hooker è una serie televisiva statunitense con William Shatner nel ruolo del protagonista, un veterano di 15 anni come sergente di polizia. La serie ha esordito come una sostituzione per metà stagione il 13 marzo 1982 dalla ABC fino al 4 maggio 1985. Il programma è stato rinnovato inizialmente per una seconda stagione dalla ABC, anche se alla fine ne produsse altre tre (per un totale di cinque stagioni).
Il cast "di supporto" comprende Adrian Zmed nel ruolo dell'Ufficiale Vincent Romano, Heather Locklear in quello dell'Ufficiale Stacy Sheridan (dalla seconda in poi), e Richard Herd, che interpreta il capitano Dennis Sheridan della "LCPD" (Los Angeles County Police Department). Verso la fine della seconda stagione, James Darren è diventato un membro del cast come caporale Jim Corrigan.
La serie è stata creata da Rick Husky, che in seguito ha continuato a svolgere il ruolo di produttore esecutivo in Walker Texas Ranger, e prodotta da Aaron Spelling e Leonard Goldberg.

## Trama
Il sergente Thomas Jefferson "T.J." Hooker inizialmente era un detective sergente in "borghese" del dipartimento di polizia della città immaginaria di Lake City, il cui partner è stato ucciso durante un tentativo di sventare una rapina a una banca. A quel punto un T.J. Hooker arrabbiato trova la motivazione per liberare le strade da criminali come quelli che uccisero il suo collega. Decide allora che l'unico modo per fare ciò è quello di dare le dimissioni da detective per tornare a svolgere un ruolo di ufficiale di polizia in divisa.
In The Protectors, il film pilota della serie, Hooker addestra un gruppo di reclute dell'accademia di polizia, compresi quelli interpretati da Richard Lawson, Brian Patrick Clarke, Kelly Harmon, e Adrian Zmed, i personaggi della serie che aiuteranno T.J. nei suoi casi di omicidio. Hal Williams interpreta un ufficiale superiore, e Richard Herd fa una breve apparizione come il capitano Dennis Sheridan, il duro ma comprensivo superiore di Hooker. Durante la maggior parte degli episodi della serie, Hooker è affiancato allo sfacciato, giovane e a volte testa calda Vincent Romano (interpretato da Zmed). Dopo gli iniziali battibecchi, i due sono diventati subito buoni amici.
Nella vita privata Hooker è divorziato poiché il lavoro ha minato la stabilità del suo matrimonio ma ha mantenuto un rapporto amichevole con la ex moglie Fran, un'infermiera. Fran è interpretata inizialmente da Lee Bryant, più avanti sostituita da Leigh Christian.
Il comportamento sopra le righe e fuori dagli schemi di Hooker è spesso motivo di attrito con il suo superiore, il capitano Sheridan. Ma siccome dopo tutto Hooker porta sempre a termine con successo i suoi compiti, viene trattato sempre con molto rispetto. Vicki Taylor (April Clough) è un'agente che lavora dietro una scrivania del distretto e schiva di continuo i tentativi di approccio di Vince Romano. All'inizio della seconda stagione è stato introdotto il personaggio della giovane e attraente agente di polizia Stacy Sheridan (Heather Locklear), la figlia del capitano Sheridan, che ha frequentato l'accademia di polizia. Inizialmente è stata introdotta per sostituire il personaggio di Vicki; verso la fine della stagione diviene compagna di pattuglia di Jimm Corrigan (James Darren) un altro veterano di polizia sullo stile di Hooker.
Dalla terza stagione in poi, Hooker e Romano (Unità 4 - Adam 30) e Stacy e Corrigan (Unità 4 - Adam 16) lavorano abitualmente insieme per portare a termine i casi. L'aggiunta della coppia Corrigan - Sheridan ha dato allo show tutta un'altra dimensione con trame che spesso riguardano uno solo di loro o entrambi.
Per la stagione finale, la serie è stata spostata dalla ABC a una fascia oraria notturna sulla CBS. A causa di tale spostamento, Adrian Zmed ha deciso di lasciare la serie per dedicarsi ad altri progetti lasciando Hooker a lavorare da solo o come terzo elemento in una sorta di trio con Stacy e Jim spesso in operazioni sotto copertura.
Con questa combinazione di humour e crudezza "della strada" lo show ha ottenuto un buon successo. La prima stagione ha raggiunto il ventottesimo posto nella classifica Nielsen ma le stagioni successive non sono riuscite ad andare altrettanto bene. La terza stagione ha visto una ripresa (anche a seguito di un riarrangiamento della sigla introduttiva in una versione più pop) con Corrigan introdotto quale partner di Stacy, il capitano Sheridan messo più sullo sfondo (appare come "special guest star" in pochi episodi della terza e quarta stagione) e le storie strutturate perlopiù come scontri diretti tra poliziotti e rapinatori.

## Ambientazione
Il codice di trasmissione di Hooker e Romano per la loro pattuglia è "4-Adam-30" e le trasmissioni radio sono molto simili a quelle del dipartimento di polizia di Los Angeles poiché usano essere precedute da tre impulsi di un suono a 900 Hz, utilizzano gli stessi codici radio e gli ufficiali danno il "ricevuto" col termine "roger".
La serie è stata quasi interamente prodotta e girata nell'area della città di Los Angeles, tuttavia, il nome della località di ambientazione non viene mai menzionato durante lo show. Le lettere che formano l'acronimo L.C.P.D. ricordano molto quelle della polizia di Los Angeles (L.A.P.D.). E in effetti, sebbene la città californiana non è espressamente citata in nessuno degli episodi della serie, le lettere L.C.P.D. presenti sul distintivo (secondo le dichiarazioni del suo ideatore, Rick Husky) stanno per "Los Angeles County Police Department". Si tratta, ad ogni modo, di un nome di finzione.

## Episodi
| Stagione         | Episodi | Prima TV originale | Prima TV Italia |
| ---------------- | ------- | ------------------ | --------------- |
| Prima stagione   | 5       | 1982               | 1983            |
| Seconda stagione | 22      | 1982-1983          |                 |
| Terza stagione   | 22      | 1983-1984          |                 |
| Quarta stagione  | 23      | 1984-1985          |                 |
| Quinta stagione  | 19      | 1985-1986          |                 |

## Personaggi e interpreti

### Personaggi principali
- Thomas Jefferson "T.J." Hooker (stagioni 1-5), interpretato da William Shatner, doppiato da Andrea Lala.
È un sergente istruttore dell'accademia, assegnato a questo ruolo dopo la morte del suo compagno; il suo unico desiderio è di ripulire le strade dal tipo di feccia responsabile della morte del suo partner Johnny. Hooker è divorziato con tre figli, Chrissy, Cathy e Tommy, che vivono con la madre in Oregon, quindi vive da solo in una squallida stanza di un hotel. Hooker è un poliziotto integerrimo e assolutamente ligio al dovere, per lui il regolamento di polizia va rispettato fino in fondo e cerca di insegnare alle sue reclute – in particolare a Romano e a Stacy Sheridan, che considera praticamente come dei figli – ad attenersi fino in fondo al regolamento.
- Vincent "Vince" Romano (stagioni 1-4), interpretato da Adrian Zmed, doppiato da Massimo Rossi.
È un giovane diplomato all'accademia che ha il privilegio di essere in coppia con Hooker nell'unità 4Adam30.
- Dennis Sheridan (stagioni 1-4), interpretato da Richard Herd.
È un capitano, comandante dell'accademia, oltre che padre di Stacy Sheridan.
- Stacy Sheridan (stagioni 2-5), interpretata da Heather Locklear.
È la figlia del capitano Sheridan, comandante dell'accademia. Inizialmente la vediamo svolgere un lavoro da segretaria dietro una scrivania, ma poi diverrà poliziotta e sarà di pattuglia insieme a Corrigan. In molte occasioni vedremo Stacy lavorare sotto copertura.
- Jim Corrigan (stagioni 2-5), interpretato da James Darren.
È un buon poliziotto della stessa pasta di Hooker. Anche lui si occupa dell'addestramento delle reclute e fa coppia con Stacy Sheridan nell'unità 4Adam16. Corrigan è molto più riflessivo dello stesso Hooker, e si comporta con Stacy in maniera molto protettiva.
- Fran Hooker (stagioni 1-2), interpretata da Lee Bryant.
- Vicki Taylor (stagione 1), interpretata da April Clough.

### Personaggi secondari
- Pete O'Brien (stagioni 3-5), interpretato da Hugh Farrington.
È un detective.
- Chrissie Hooker (stagioni 1-2), interpretata da Nicole Eggert.

## Produzione
La serie è stata creata da Rick Husky, che aveva anche lavorato nella serie The Rookies insieme con Aaron Spelling e Leonard Goldberg. La serie era originariamente prevista per essere una rielaborazione di un'altra serie televisiva poliziesca, il primo episodio rielaborato fu The Protectors; dopo l'episodio pilota, si decise di concentrare la serie sul personaggio di William Shatner, e di reintitolarla T.J. Hooker.
Hooker è stato annullato dalla ABC nell'estate del 1985, ma la serie è sopravvissuta quando la CBS decise di acquistare la serie e di creare degli episodi più lunghi: 17 episodi da novanta minuti e un film TV di due ore dal titolo Blood Sport. Gli episodi da un'ora e mezzo sono stati mostrati in seguito, durante la notte, come parte della vetrina della CBS Crime Time After Prime-Time, tra la fine degli anni 1980 e i primi anni 1990. Nelle repliche e trasmissioni internazionali gli episodi da 90 minuti sono di solito tagliati a un'ora, e Blood Sport è mostrato in due parti, quindi diviso in due. Il film TV e il penultimo episodio sono stati entrambi mandati in onda dalla CBS il 21 maggio 1986, mentre l'ultima puntata fu trasmessa una settimana dopo. La quinta stagione, ovvero l'unica creata dalla CBS, fu prodotta con un budget molto minore rispetto a quello delle quattro stagioni precedenti, e le riprese furono girate a Chicago.
William Shatner è l'unico attore ad apparire in ogni episodio della serie. Dopo Shatner, l'interprete col maggior numero di presenze nella serie è Heather Locklear, apparsa in 84 episodi su 91 dopo essere entrata nella seconda stagione.

## Colonna sonora
Le colonne sonore degli episodi furono composte da Mark Snow, che realizzò il tema principale di tutta la serie, John Davis, Frank Denson, Jeff Sturges e Alan Silvestri (solo nell'episodio Fuga A Tre, della terza stagione).

## Trasmissione internazionale
A partire dal 2005, l'A&E Network ritrasmise l'intera serie, dove veniva mandato in onda un episodio i giorni feriali alle 04:00. Inoltre su The Minisode Network venivano trasmessi gli episodi in versione ridotta, mentre su Crackle si potevano vedere gli episodi completi. L'HD Universal Channel ha iniziato a trasmettere gli episodi a settembre 2010. Il 9 ottobre 2010, la rete Sleuth ha iniziato una maratona a 24 ore di T. J. Hooker.
Nel Regno Unito, la serie è stata originariamente trasmessa dalla ITV a partire dal mese di aprile 1983. La maggior parte degli episodi venivano mandati in onda alle 19:45 il sabato, poi passato al venerdì sera. Questo per alcune regioni, mentre in altre non era così: ad esempio nelle regioni meridionali veniva trasmesso il martedì (sempre di sera), mentre altre trasmisero solo alcune stagioni della serie, fino alla terza, massimo quarta. Nel 2009, il canale digitale Questa manda in onda la serie quotidianamente, anche se hanno potuto trasmettere la serie fino alla terza stagione, per problemi legati al diritto d'autore.
In Italia la trasmissione della serie è cominciata nel 1983 su Canale 5. Dopo la sua prima messa in onda, è stata spesso ripetuta negli anni: prima su Italia Uno (nel tardo pomeriggio o di mattina) e poi su Rete 4 (di mattina); è stata inoltre replicata negli ultimi anni sulla piattaforma Sky, prima sul canale FX, e poi sul canale riservato alle serie TV del passato Fox Retro.
In Australia, la serie è stata mandata in onda sul canale 7mate nel 2012. Nella Nuova Zelanda, il programma viene trasmesso per la prima volta a partire dal 13 maggio 2013 sul canale di Sky Television, Jones!. Nel mese di settembre 2014, il canale via cavo FamilyNet ha cominciato a mostrare la serie.
È stato trasmesso in diversi paesi, con vari titoli:
- Brasile: Carro Comando
- Spagna: T.J. Hooker
- Francia: Hooker
- Italia: T.J. Hooker
- Polonia: T.J. Hooker
- Unione Sovietica (titolo russo): Ти.Дж. Хукер
- Stati Uniti d'America: Hooker
- Germania Ovest: T.J. Hooker

## Edizioni home video
La Sony Pictures Home Entertainment ha pubblicato le prime due stagioni in DVD nelle regioni 1 e 2. A causa delle scarse vendite, le stagioni seguenti non sono state pubblicate.
Il 27 agosto 2013 è stato annunciato che la Mill Creek Entertainment ha acquistato i diritti per diverse serie televisive dall'archivio della Sony Pictures, compreso T.J. Hooker. Essi hanno poi ripubblicato le prime due stagioni in DVD il 1º aprile 2014.
Il 5 aprile 2017 viene annunciato che Shout! Factory ha acquistato i diritti della serie, che successivamente ha rilasciato con il titolo "T.J. Hooker - The Complete Series" su DVD il 18 luglio 2017. 
| Nome DVD            | N°ep. | Regione 1                                   | Regione 2                                       |
| ------------------- | ----- | ------------------------------------------- | ----------------------------------------------- |
| Stagioni 1 & 2      | 27    | 9 agosto 2005 1º aprile 2014 (ripubblicate) | 26 settembre 2005 1º aprile 2014 (ripubblicate) |
| The Complete Series | 91    | 18 luglio 2017                              | N/A                                             |

## Alta definizione
A partire dal 1º ottobre 2010, la serie è stata trasmessa su Universal HD, che ha raggiunto un successo travolgente, diventando rapidamente una delle serie di maggior successo sul canale. A causa delle alte valutazioni, gli elementi originali degli episodi sono stati ri-masterizzati per l'alta definizione, e il programma è stato ritagliato a un rapporto di 1,78:1, per riempire gli schermi dei televisori moderni.

## Curiosità
- La serie è stata commentata e rappresentata satiricamente a Saturday Night Live nel 1986 durante la 12ª stagione di SNL, con William Shatner come ospite speciale insieme a Dana Carvey, che svolgeva il ruolo di Vince Romano.
- Tra le guest star presenti nella serie spiccano: Jerry Lee Lewis, i Beach Boys, Frances Bay.
- Giovani come Tori Spelling e Sharon Stone hanno fatto la loro apparizione prima che diventassero famose attrici (quest'ultima ha interpretato un ruolo nell'episodio della quarta stagione "Hollywood Starr", una sorta di episodio pilota per lanciare una nuova serie con protagonista proprio Sharon Stone ma la cui vendita a un network non è mai riuscita).
- Nel prologo del film Charlie's Angels del 2000, un passeggero (interpretato da LL Cool J) di un aereo di linea si lamenta del malcostume, tutto hollywoodiano, di trarre dei film dalle serie TV in voga negli anni settanta, proprio come nel caso del film T.J. Hooker che gli spettatori sull'aereo stanno vedendo in quel momento. Nella realtà, un film su T.J. Hooker non è mai stato realizzato (a differenza dello stesso Charlie's Angels).
- L'attore Leonard Nimoy ha interpretato e diretto un episodio della seconda stagione, La vendetta. William Shatner invece, ha collaborato alla regia di ben dieci episodi.
- Il 23º episodio della quarta stagione, The Chicago Connection, è stato girato interamente a Chicago.
- Nel film del 2002 Showtime prodotto da Tom Dey e con protagonisti Robert De Niro ed Eddie Murphy, l'attore William Shatner interpreta sé stesso, cioè T.J. Hooker, in alcune scene in cui deve istruire De Niro e Murphy per essere poliziotti telegenici, adatti per essere ripresi durante le loro indagini da una troupe televisiva.